# Лозаннский конвент

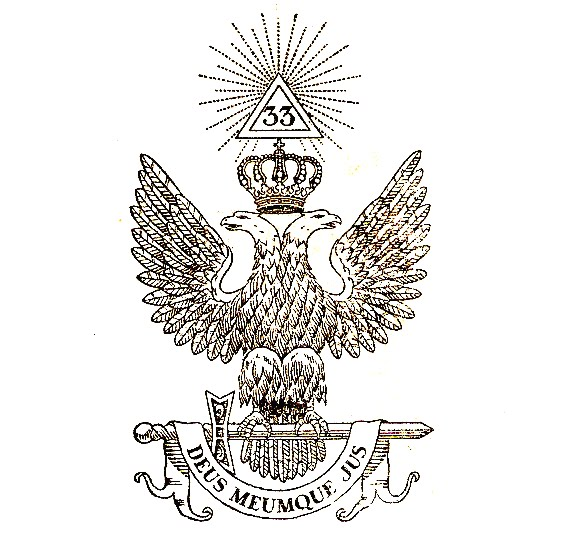
Эмблема ВС ДПШУ

Конвент верховных советов Древнего и принятого шотландского устава в Лозанне в 1875 году был историческим событием, в ходе проведения которого были предприняты усилия 11 верховных советов по пересмотру и реформированию великих конституций 1786 года Древнего и принятого шотландского устава.

## История проведения
Конвент проходил с 6 по 22 сентября 1875 года с участием представителей верховных советов Англии (и Уэльса), Бельгии, Кубы, Шотландии, Франции, Греции, Венгрии, Италии, Перу, Португалии, Швейцарии и представителей других национальных советов. Шотландский представитель, который также представлял Верховный совет Греции, убыл до завершения работы конвента. В день закрытия, 9 оставшихся представителей подписали итоговые декларации и договоры.

## События на конвенте
В 1875 году, спустя 14 лет после начала кампании Альберта Пайка по созыву мировых верховных советов, конвент смог собраться в Лозанне, в Швейцарии. К тому времени между верховными советами назрел конфликт не только из-за политики их стран, но и непосредственно из-за политики самих верховных советов. Верховный совет Франции уже признал поддельный Верховный Совет Луизианы, находившийся вне пределов территориальной юрисдикции установленной Верховным Советом южной юрисдикции. Эти действия накалили уже и без того напряжённые отношения и вывели Пайка из себя и привели к тому, что ни он, ни кто-либо другой из Верховного Совета южной юрисдикции США не присутствовали на конвенте. Это стало знаком, предвестником событий, которые должны были произойти.

Такова была атмосфера, в которой 6 сентября был открыт конвент в Лозанне. Описание событий первого дня приводит брат Джон Мэнделберг:
Монтэгю от имени английской делегации, очевидно, не желал, чтобы столько времени тратилось на то, что он сам считал крохоборством, поскольку это могло помешать рассмотрению предложений со стороны Англии. Так, в первый же день он утвердил формулу, автором которой мог быть и он сам, в которой говорилось: «Масонство, как повелось от его основания, заявляет о существовании творящего принципа под именем Великий Архитектор Вселенной».
В любом случае следует помнить, что английский Шотландский устав (широко известный как Розенкрейцерский — Rose Croix) был и в значительной степени остаётся тринитарным по своей сути. И к нему могли присоединиться только последователи англиканской церкви, но не методисты, унитарии и пр. Таким образом, попытка Англии смягчить определение Бога, в качестве услуги за услугу, являлась явным нарушением международного пакта 1814 года и указывала лишь на то, как могут поступаться принципами в угоду власти.
После решения предварительных вопросов совет был готов перейти к действительно важным делам, намеченных конгрессом. Первым из них был «Договор союза». В его второй и последующих статьях изложено почти все то, что Альберт Пайк предложил обсудить в своей повестке, которую он распространил перед конвентом. Не должно было существовать явно наднациональной юрисдикции, тех же целей можно было достигнуть, создав постоянный комитет членов верховных советов, которые придерживались договора вместе с международным трибуналом суверенного верховного генерального инспектора, «верховным судом», необходимым для разрешения разногласий и, в то же время, уважающего власть Верховных советов в пределах их национальных юрисдикций. Единственным аргументом, который мог бы быть выдвинут против, было то, что эта структура, если бы она была создана, была бы слишком громоздкой.
Первая статья договора отличалась от прочих. Она предназначалась для решения вопросов о юрисдикциях. Возможно, решив не выступать против «творящего принципа», английская делегация обеспечила себе достижение своей второй главной цели. В то время как некоторые определения юрисдикции (например определение Верховного совета Италии) были спорными, первые два из них произвели эффект разорвавшейся бомбы.
«Для Франции — три её департамента в Алжире, Оране и Константине и все её зависимые территории. Для Англии — Уэльс и все зависимые территории Британской Короны». Если взглянуть на второе определение, то становится понятно, что Верховный совет Шотландии не согласился ратифицировать договор. Но именно первый пункт, на первый взгляд безобидный, подлил масла в огонь спора между Верховным Советом южной юрисдикции США и Великим востоком Франции, вызванный признанием поддельного верховного совета в Луизиане; присутствие Верховного Совета южной юрисдикции на той территории было бы незаконным.
Для шотландского делегата Маккерси было очевидно, что он не мог принять предложенное определение юрисдикции. Оно бы уничтожило Шотландский и Ирландский Шотландский уставы, существующие в колониях. Это было явным нарушением 4-й резолюции международного пакта 1814 года. Он должен был найти способ предотвратить принятия этого определения, но у него не было достаточного количества голосов, чтобы повлиять на англо-французское решение. И если он не мог остановить принятие решения, он должен был остановить конвент. Чтобы совершить это, Маккерси решил использовать недавно определённое провозглашение масонской веры, как способ победить Англию и Францию, не рискуя основной конфронтацией. В статье «Конвент верховных советов ДПШУ — Лозанна, 6-22 сентября 1875 г.» Ален Бернхайм приводит копию письма Маккерси, датированного восьмым сентября. 8 сентября 1875 года, Лозанна.
Гостиница Гиббон,

Дорогой Брат,
Я чрезвычайно сожалею, что вынужден уехать в Шотландию этим же вечером, и я прошу, окажи мне услуга, выразив Верховному совету Швейцарии мою самую теплую благодарность за добрый и братский приём, который был мне оказан.
Я должен также просить тебя оказать мне ещё одну услугу — когда перед конвентом встанет вопрос относительно декларации, прочти им окончание этого письма, поскольку, к сожалению, я не могу присутствовать лично, чтобы огласить совету мои мысли по этому серьёзному вопросу.
В Шотландии человек не может быть принят в масонское братство, если он не выражает веру в Бога. Это всегда было нашим масонским законом и я уверен, что он никогда не изменится ни в малейшей степени. Если в декларации принципов, которая будет принята на конвенте, будет ясно указано, что масонство требует подобного выражения веры — я буду удовлетворен; но судя по тому, что произошло в комиссии сегодня, вполне возможно, что на конвент будет вынесено предложение, гласящее что 1) такое выражение веры не является необходимым или 2) будет принято определение, отрицающее или не принимающее индивидуальность Бога, заменив его «Универсальным принципом» под именем «Великого Архитектора Вселенной». Если любое из этих определений будет принято, я совершенно уверен, Верховный совет Шотландии выйдет из предлагаемой конфедерации.
Я должен извиниться за подобный способ передачи своих мыслей конвенту, однако обстоятельства сильнее меня. Я не могу заявить об этом лично, но я не могу покинуть конвент, оставив какие-либо сомнения относительно этого вопроса у моего Совета.
С молитвой о том, чтобы наш всемудрый Отец всегда хранил тебя, остаюсь твоим братски,
Л. Маккерси, 33⁰
Делегат от Верховного совета Шотландии
Совершив поступок, достойный Дизраэли, Маккерси прикрылся своим собственным провозглашением веры, поместив себя и свой верховный совет в неприступное положение, которое в дальнейшем позволит ему отрицать конгресс и его результаты, включая одиозное определение юрисдикции. Разыграв свою козырную карту, он немедленно уехал с конвента, прежде чем Англия и Франция успели среагировать.
Можно только предполагать, сколь сильно заявление Маккерси задело представителей Верховных советов. Верховный совет Швейцарии распространил повестку дня, включив в неё вопрос расширения определения не светской веры на Высшую Сущность, которое может быть принято последователями любой религии. Этот вопрос рассматривался не как основной, но скорее как некая проблема, предшествовавшая основным вопросам конвента. Но теперь англичане выглядели, как агенты атеистической доктрины. И хотя конвент продолжился и оставшиеся участники подписали правки, их усилия были обречены на провал.

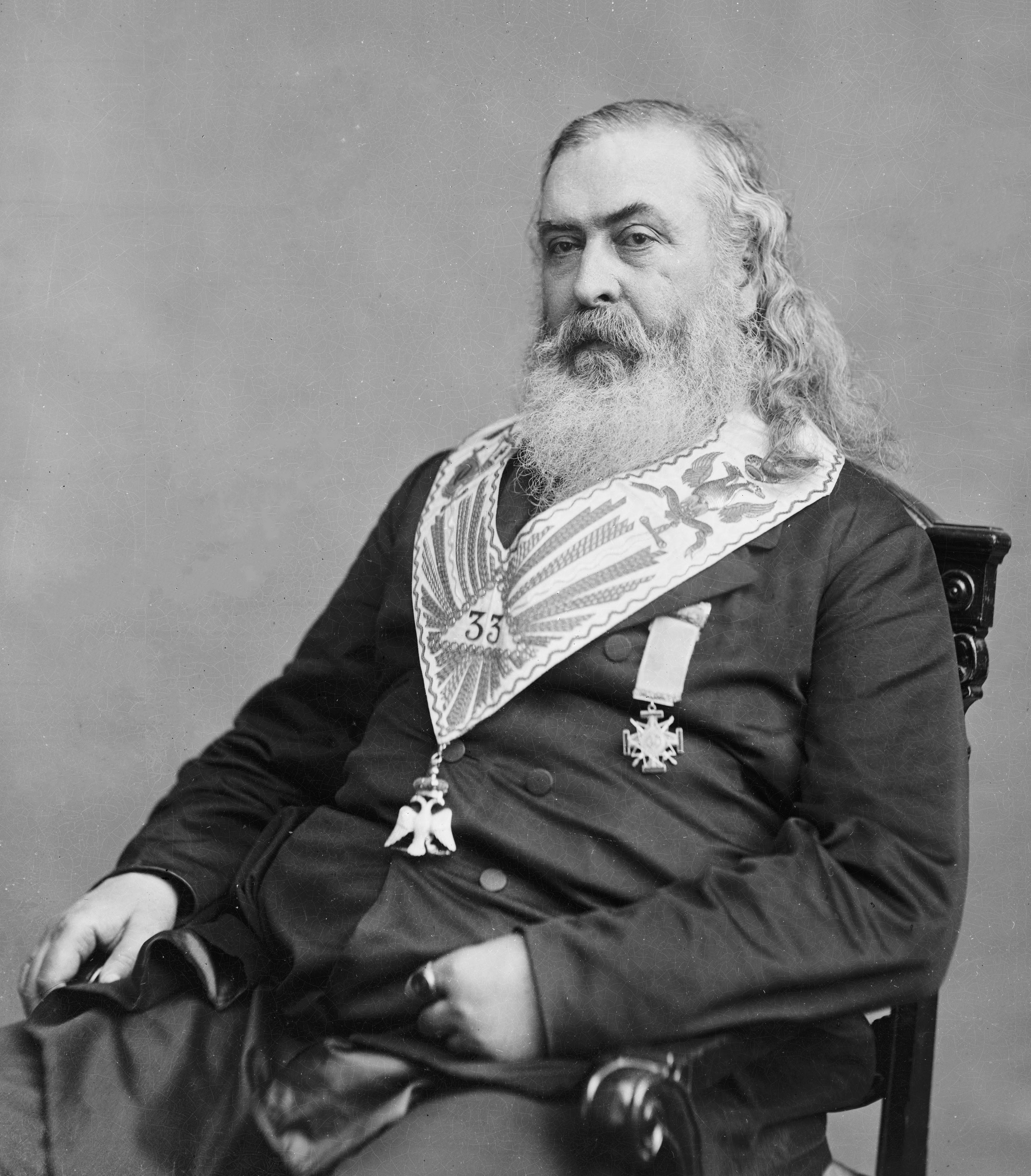
Альберт Пайк

Альберт Пайк провёл несколько месяцев в написании возмущенных писем, адресованных и Англии, и Франции, возражая против нового определения юрисдикции. Он понял, что Маккерси принял единственное верное решение для разрешения вопроса. В апреле 1876 года он полностью изменил свои более ранние положения о понятии Бога и присоединился к Шотландии и Ирландии. Пайк написал письмо в Верховный совет Шотландии, в котором утверждал, что «понятие творящего принципа приведет к брожению умов» и «если мы примем эту фразу, наши храмы будут оставлены, а ритуалы уничтожены».
Великий восток Франции, наблюдая за сражением вокруг провозглашения Веры, попытался разом решить проблему, предъявив свою интерпретацию первого уложения Андерсона, утверждая, что вера в Бога вообще не обязательна. На своём конвенте, 13 сентября 1877 года, ВВФ заявил, что кандидату не обязательно заявлять о своей вере в Великого Архитектора Вселенной или в единого живого Бога. Совершив это действие, ВВФ пересек Рубикон.
Поступок ВВФ и его близость к Верховному совету Франции привели к нарастанию враждебности между ним и ОВЛА. Насколько резким было это чувство стало очевидно уже скоро.
Лозаннский конвент даёт некоторое понимание политики регулярности и признания на конец XIX века. В то же время он порождает вопросы относительно причин изменений, которые произойдут в XX столетии. Разумно предположить, что в 1875 году, когда Монтэгю и доктор Роберт Гамильтон посетили конвент в Лозанне, они поступили так, потому что ОВЛА признала всех участников конвента регулярными масонскими ложами. Фактически, согласно статье Джона Мендлберга, посвящённой этому конвенту, в 1873 году бывший провинциальный великий мастер Гамильтон также был великим генеральным секретарем Верховного совета 33⁰ и помогал составлять повестку дня конвента.
Что же из себя представляли эти верховные советы, которые собрались вместе на сессии конвента в Лозанне? Участниками конвента были верховные советы Англии, Шотландии, Бельгии, Франции, Перу, Португалии, Италии, Кубы, Венгрии и Швейцарии. Также на конвенте братом Маккерси была представлена Греция. В то время как они были ложами, отдельными от своих великих лож, ни одна масонская ложа не может признать другую ложу иностранной юрисдикции, если та не признается её Великой ложей. Следовательно, верховные советы Франции, Италии и Португалии в 1875 году считались регулярными и признанными ОВЛА. Это идёт вразрез с более поздним отношением ОВЛА к этим организациям.

### Итоги
Хотя многие различные аспекты были рассмотрены, беспокойство по поводу теистического подхода к вере в творческий принцип, с одной стороны, и деистический подход к вере в Высшую Сущность с другой, создали приоритет, который помешал другим процедурам конвента. И этот вопрос не был решён вплоть до 1877 года, когда при посредничестве швейцарского верховного совета пытались найти примирительную позицию по этому вопросу. Лозаннский конвент и события как на нём, так и приведшие к нему, повлияли как на масонство на европейском континенте и в США, так и на развитие событий после его завершения, и обеспечили замечательное понимание принципов регулярности.